# ジョニー・モズレー
ジョニー・モズレー（Jonny Moseley、1975年8月27日 - ）は、アメリカ合衆国のモーグルスキー選手。プエルトリコ・サンフアン出身。
長野オリンピックモーグルフリースタイルスキーの金メダリスト。元々はエアリアルもこなすオールラウンドフリースタイルスキーヤーだった事もあり、バックフリップなどが得意なようであったが、当時は禁止エアーだったため使用はしなかった。それでもモーグルの母国アメリカらしい豪快なプレイを披露した。

## オリンピック
ジョニー・モズレーのオリンピックはまさにフロンティアとしての活躍が記憶に残る。1998年の長野オリンピックでは、オリンピックでのモーグル競技で初となる「ヘリコプター・ミュートグラブ（スキー板を手で掴み、板をクロスさせながら360°回転する）」を披露。金メダリストとなり、モーグル競技の「エア」に大きな影響を与える。
2002年ソルトレークシティオリンピックではこの大会で初めて認められた板が頭より上になるエア（ただし、事前にジャッジへの申告が必要であった）となる3Dエア「ディナー・ロール」を披露し、その後のモーグル・エアに大きな影響を与えた。